# Ljubow Pawlowna Aksjonowa

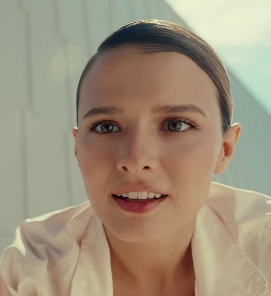
Ljubow Pawlowna Aksjonowa, 2024

Ljubow Pawlowna Aksjonowa (russisch Любовь Павловна Аксёнова, engl. Transliteration Lyubov Pavlovna Aksyonova, geborene Nowikowa, Новикова; * 15. März 1990 in Moskau, RSFSR, Sowjetunion) ist eine russische Schauspielerin.

## Leben
Aksjonowa verließ 2010 erfolgreich die Russische Akademie für Theaterkunst. Sie begann 2011 durch die Mitwirkung in dem Kurzfilm Dogrose und in 60 Episoden der Fernsehserie The Boarding School in der Rolle der Kristina Panfilova mit dem Schauspiel. 2016 übernahm sie in dem Fantasyfilm Guardians of the Night – The Vampire War die weibliche Hauptrolle. 2017 in Have Fun, Vasya! und 2020 in deren Fortsetzung Have Fun, Vasya! – 2 verkörperte sie die titelgebende Hauptrolle. 2018 spielte sie neben Antonio Banderas eine der Hauptrollen in Jenseits der Realität. 2019 wirkte sie in einer Episode der US-amerikanischen Fernsehserie Tom Clancy’s Jack Ryan mit. Im selben Jahr folgte eine Hauptrolle im russischen Actionfilm Coma.
Sie heiratete im Februar 2013 und nahm den Namen ihres Mannes an.

## Filmografie (Auswahl)
- 2011: Dogrose (Schipownik / Шиповник) (Kurzfilm)
- 2011: The Boarding School (Sakrytaja schkola / Закрытая школа) (Fernsehserie, 60 Episoden)
- 2012: Short Stories (Rasskasy / Рассказы)
- 2012: W zonje riska (Fernsehserie, Episode 1x01)
- 2012: Wkljutschi motor i sdaj nasad (Включи мотор и сдай назад) (Kurzfilm)
- 2013–2014: Ljubit nje ljubit (Любит не любит) (Fernsehserie)
- 2013: Smech i grech (Не кончается синее море) (Fernsehserie)
- 2013: Studija 17 (Студия 17) (Fernsehserie)
- 2013: The Day After (Wyschit posle / Выжить после) (Fernsehserie, 12 Episoden)
- 2014: Kukuschetschka (Fernsehserie)
- 2014: Inquisitor (Inkwisitor / Инквизитор) (Fernsehserie)
- 2014: Kino pro Aleksejewa (Кино про Алексеева)
- 2014: Embracing the Sky (Obnimaja njebo / Обнимая небо)
- 2015: The Sinner (Greschnik / Грешник)
- 2015: Motherland (Rodina / Родина)
- 2015: Run away, catch, fall in love (Ubeschat, dognat, wljubitsja / Убежать, догнать, влюбиться)
- 2015: Mud (Grjas / Грязь)
- 2016: Guardians of the Night – The Vampire War (Notschnyje straschi / Ночные стражи)
- 2016: Pjanaja firma (Пьяная фирма) (Mini-Serie, 4 Episoden)
- 2016–2018: Silver Spoon (Maschor / Мажор) (Fernsehserie, 28 Episoden)
- 2017: Have Fun, Vasya! (Guljaj, Wasja! / Гуляй, Вася!)
- 2017: Moscow Never Sleeps (Moskwa nikogda nje spit / Москва никогда не спит)
- 2017: Salyut-7 (Салют-7)
- 2017: Der Leidensweg (Choschdenije po mukam / Хождение по мукам) (Mini-Serie, 3 Episoden)
- 2017: The Exes (Bywschije / Бывшие) (Fernsehserie)
- 2018: Jenseits der Realität (Sa granju realnosti / За гранью реальности)
- 2018: Russian Psycho (Russkij Bes / Русский Бес)
- 2018: Sadko (Садко)
- 2018: Das Beste an mir bist Du (Bes menja / Idealnyje / Идеальные)
- 2018: The Mutiny (Mjatesch / Мятеж) (Mini-Serie)
- 2019: The Storm (Grosa / Гроза)
- 2019: Triad (Triada / Триада) (Fernsehserie)
- 2019: Tom Clancy’s Jack Ryan (Fernsehserie, Episode 2x01)
- 2019: Coma (Кома)
- 2019: Fried Chicken (Zypljonok scharenyj / Цыплёнок жареный) (Fernsehserie)
- 2019: Selfi#Selfie (Селфи#Selfie)
- 2019: Nulevoy mir (Fernsehserie)
- 2020: Coma (Кома) (Kurzfilm)
- 2020: Russian Affairs (Soderschanki / Содержанки) (Fernsehserie, 8 Episoden)
- 2020: Games People Play (Besopasnyje swjasi / Безопасные связи) (Fernsehserie, 8 Episoden)
- 2020: Deeper! (Glubsche!/Глубже!)
- 2020: Have Fun, Vasya! – 2 (Guljaj, Wasja! – 2 / Гуляй, Вася! – 2)
- 2020: Nastya, Cheer Up! (Nastja, soberis! / Настя, соберись!) (Fernsehserie)
- 2021: Major Grom: Der Pestdoktor (Major Grom: Tschumnoj Doktor / Майор Гром: Чумной Доктор)